# Fernando de Guzmán y Portocarrero
Fernando de Guzmán y Portocarrero (m. Segovia, 1698) fue un religioso franciscano español que ocupó el cargo de obispo de Segovia.
Fue hijo de Luis Francisco Ramírez de Guzmán, IV marqués de La Algaba, y de su mujer Antonia de Portocarrero y Luna, hija de los III condes del Montijo, III condes de Fuentidueña, y por ello hermano de Pedro y Agustín, V y VI marqueses de La Algaba respectivamente, de Juana del Sacramento, abadesa de las Descalzas Reales de Madrid, y de Ana de Jesús, monja en el monasterio de Jesús, de Sevilla.
En el año 1690 concedió cuarenta días de indulgencia a todas las personas que visitaran o dieran limosna para el Cristo de San Gil, venerado en la iglesia de San Andrés de Cuéllar, donde se conserva una placa que advierte de la noticia.
| Predecesor: Andrés de Angulo | Obispo de Segovia 1688 – 1694 | Sucesor: Bartolomé de Ocampo y Mata |